# Palinurus barbarae
Palinurus barbarae is een tienpotigensoort uit de familie van de Palinuridae. De wetenschappelijke naam van de soort is voor het eerst geldig gepubliceerd in 2006 door Groeneveld, Griffiths & Van Dalsen.